# Société des sciences, arts et belles-lettres de Bayeux
La Société des sciences, arts et belles-lettres de Bayeux est une société savante fondée à Bayeux en 1841.

## Présidents
| Identité                                     | Période | Période | Durée |
| Identité                                     | Début   | Fin     | Durée |
| -------------------------------------------- | ------- | ------- | ----- |
| Gabriel Joret-Desclosières (d) (1828 - 1913) |         |         |       |
| Eugène Anquetil (1845 - 1929)                |         |         |       |